# Alfred Laine
Alfred „Pantsy“ Laine (* 12. Juli 1895 in New Orleans; † 1. März 1957 ebenda) war ein US-amerikanischer Kornettist, Althornist und Bandleader des frühen Jazz.
Alfred Laine (der auch als „Pantsy“ bekannt war) spielte mit der Reliance Brass Band, die sein Vater Papa Jack Laine gegründet hatte, und leitete eigene Bands, wie Pantsy Laine and his Wampus Cats. 1920 nahm er in New York mit Jimmy Durantes Jazz Band für Gennett Records auf (Why Cry Blues). Eine weitere Aufnahme (Slow and Easy) könnte mit der  Louisiana Five 1919 entstanden sein.